# Medalha Nadai
A Medalha Nadai é concedida pela Sociedade dos Engenheiros Mecânicos dos Estados Unidos (ASME) em reconhecimento a contribuições significativas e realizações de destaque na área de engenharia de materiais.
A medalha foi instituida em 1975, proposta pela divisão de materiais, em honra a Arpad Nadai, pioneiro no campo da engenharia de materiais, contribuindo particularmente em plasticidade.

## Agraciados
- 1975 - George M. Sinclair
- 1976 - Evan Albert Davis
- 1977 - George Irwin
- 1978 - Frank Ambrose McClintock
- 1979 - Louis F. Coffin
- 1980 - Michael J. Manjoine
- 1981 - Samuel Stanford Manson
- 1982 - Iain Finnie
- 1983 - Arthur J. McEvily, Jr.
- 1984 - Thomas J. Dolan
- 1985 - Sumio Yukawa
- 1986 - William F. Brown, Jr.
- 1987 - Erhard Krempl
- 1988 - Herbert T. Corten
- 1989 - Não atribuído
- 1990 - Stephen D. Antolovich
- 1991 - John W. Hutchinson
- 1992 - George J. Dvorak
- 1993 - William N. Sharpe, Jr.
- 1994 - Owen Richmond
- 1995 - Nicolaie D. Cristescu
- 1996 - James Robert Rice
- 1997 - David L. McDowell
- 1998 - Ali Argon
- 1999 - John P. Hirth
- 2000 - Frederick Leckie
- 2001 - William D. Nix
- 2002 - Sia Nemat-Nasser
- 2003 - Anthony Evans
- 2004 - Robert O. Ritchie
- 2005 - Theodore Nicholas
- 2006 - Richard Monson Christensen
- 2007 - Huseyin Sehitoglu
- 2008 - Zdeněk Bažant
- 2009 - Lambert Freund
- 2010 - Albert Satoshi Kobayashi
- 2011 - Subra Suresh[1]
- 2012 - Satya Atluri
- 2013 - Tsu-Wei Chou[2]
- 2014 - Catherine Brinson
- 2015 - Huajian Gao[3]
- 2016 - Yonggang Huang
- 2017 - John Ashley Rogers
- 2018 - George M. Pharr
- 2019 Ellen Arruda[4]
- 2020 Frank Zok[5]
- 2021 Michael Thouless[6]